# Valinskas
Valinskas ist ein litauischer männlicher Familienname.

## Herkunft und Bedeutung
Das litauische Wort valia bedeutet 'Wille'.

## Weibliche Formen
- Valinskienė, verheiratet
- Valinskaitė, ledig

## Personen
- Arūnas Valinskas (Politiker, 1966) (* 1966), litauischer Politiker, Fernsehproduzent und Moderator
- Arūnas Valinskas (Politiker, 1989) (* 1989), litauischer Politiker
- Paulius Valinskas (* 1995), litauischer Basketballspieler